# Joe Ruby
Joseph Clemens Ruby (Los Angeles, 30 de março de 1933 – Westlake Village, 26 de agosto de 2020) foi um animador, televisão editor, escritor e produtor americano; o co-fundador com Ken Spears, da produtora de animação para televisão Ruby-Spears Productions.

## Vida e carreira
Ruby estudou arte e começou sua carreira em animação na Walt Disney Productions, no departamento intermediário, depois passando para a edição. Ele serviu no exército e depois trabalhou por um curto período na edição de televisão de ação ao vivo antes de se mudar para a Hanna-Barbera Productions, onde conheceu Ken Spears. Os dois se uniram para se tornar roteiristas, escrevendo televisores para vários programas de televisão animados e de ação ao vivo, tanto freelancers quanto roteiristas da Hanna-Barbera, Sid e Marty Krofft Television Productions e DePatie – Freleng Enterprises .  
Para Hanna-Barbera, Ruby e Spears criaram Scooby-Doo, Dynomutt, Dog Wonder e Jabberjaw, entre outros programas. Em Depatie-Freleng, eles criaram The Barkleys e The Houndcats. No início da década de 1970, o presidente de programação infantil da CBS, Fred Silverman, contratou Ruby e Spears para supervisionar a produção da programação de cartuns da manhã de sábado da CBS, uma posição que eles assumiram na ABC quando Silverman abandonou a rede.
Querendo criar uma competição para Hanna-Barbera, a ABC montou Ruby e Spears com seu próprio estúdio em 1977, como uma subsidiária da Filmways. Ruby-Spears Productions produziu uma série de séries animadas para a manhã de sábado, entre elas Fangface, The Plastic Man Comedy-Adventure Hour, Thundarr the Barbarian, Saturday Supercade, Mister T, Alvin and the Chipmunks, and Superman, entre outros. Ruby-Spears foi comprada pela empresa-mãe de Hanna-Barbera, Taft Entertainment, em 1981, e seu catálogo posterior foi vendido junto com a biblioteca e o estúdio Hanna-Barbera em 1991 para a Turner Broadcasting. As reedições atuais dos shows de Ruby-Spears em DVD e plataformas digitais são, portanto, de propriedade da Hanna-Barbera Productions. 
Ruby continuou trabalhando com Spears na produção e desenvolvimento de séries animadas.
Morreu no dia 26 de agosto de 2020 em Westlake Village, aos 87 anos.